# Estasi d'amore
Estasi d'amore (Another Time, Another Place) è un film del 1958 diretto dal regista Lewis Allen.

## Trama
Una donna, una giornalista, rimane sconvolta dopo la morte del suo amato, un uomo sposato e collega in ufficio, e decide di ricoverarsi. In seguito viaggerà in Inghilterra dove conoscerà casualmente la famiglia del defunto. Non riuscendo a nascondere il passato racconterà il tutto alla donna, di cui era diventata amica nel frattempo e solo allora ripartirà con un nuovo amore.

## Produzione
Le società di produzione furono la Kaydor e la Lanturn, le scene furono girate negli Studios della MGM British e in parte a Polperro, sempre Inghilterra.

## Distribuzione

### Data di uscita
Il film venne distribuito in varie nazioni, fra cui:
- Stati Uniti d'America, Another Time, Another Place 2 maggio 1958
- Finlandia 6 giugno 1958
- Germania Ovest, Herz ohne Hoffnung 12 giugno 1958
- Austria, Menschen am Abgrund luglio 1958
- Danimarca, Elsket af to kvinder  1º luglio 1958
- Svezia, Kärlek och fruktan 7 luglio 1958
- Spagna, Brumas de inquietud  14 agosto 1961 (a Madrid, 23 dicembre a Barcelona)